# میلیونرز (گروه)
میلیونرز (به انگلیسی: Millionaires) گروهٔ موسیقی الکترونیک آمریکایی متشکل از ملیسا گرین و مردیث هرلی می‌باشد که در اوت سال ۲۰۰۷ به‌وجود آمد و در ابتدا با گرین و خواهرش آلیسون گرین و همچنین دنی آرتو که یکی از دوستانشان بود، همراه می‌بود. آن‌ها در سال ۲۰۱۶ تک‌آهنگی با تهیه‌کننده وید مارتین منتشر کردند که «وقتی سینگلم» نام داشت.

## ترانه‌شناسی
آلبوم‌های استودیویی
- امشب (۲۰۱۳)